# Periploma tenerum
Periploma tenerum är en musselart som beskrevs av P. Fischer 1882. Periploma tenerum ingår i släktet Periploma och familjen Periplomatidae. Inga underarter finns listade i Catalogue of Life.